# Perry Schmidt-Leukel

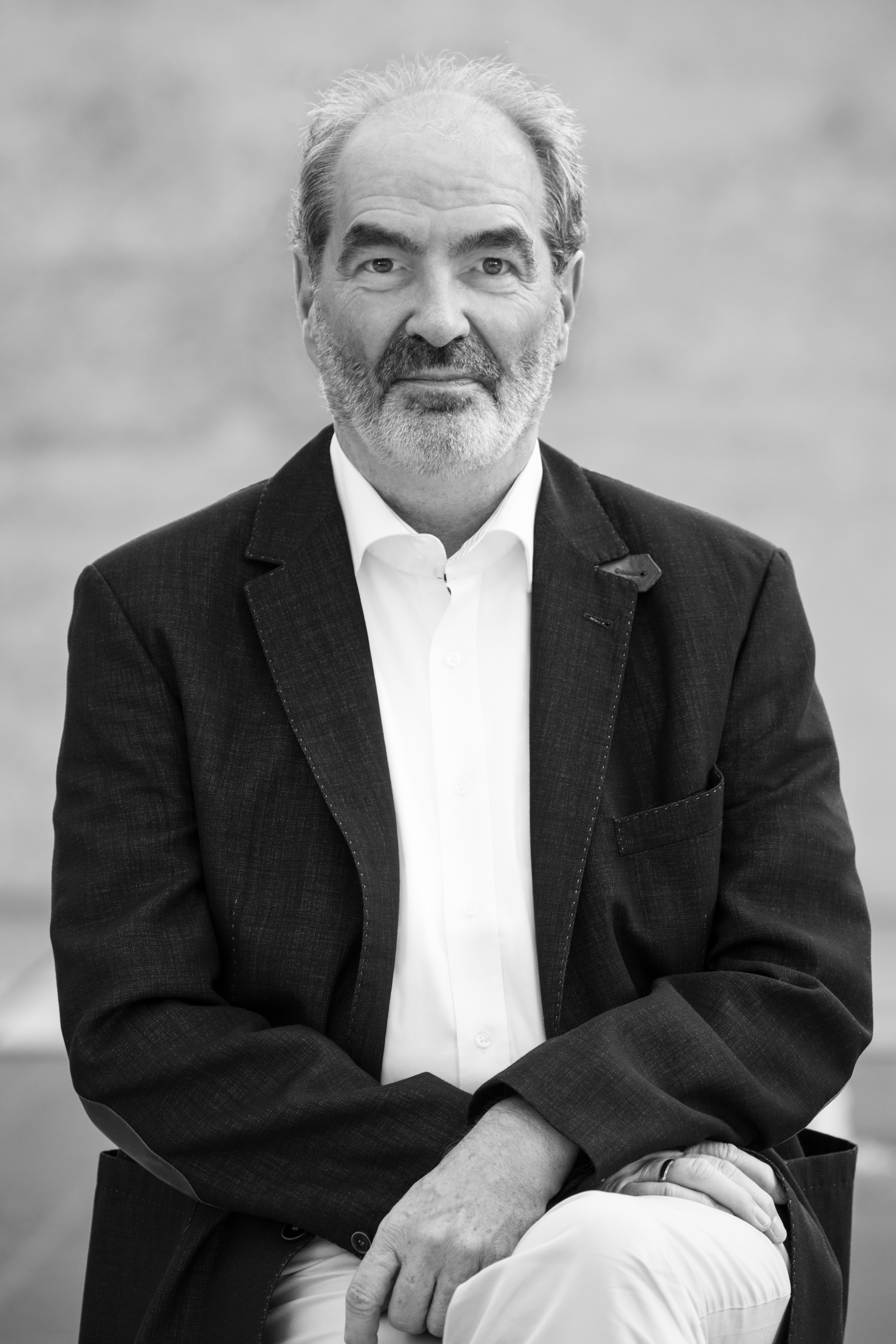
Perry Schmidt-Leukel, 2018

Perry Schmidt-Leukel (* 21. September 1954 in Bonn) ist ein deutscher evangelischer Theologe und Religionswissenschaftler. Er lehrte von 2000 bis 2009 an der University of Glasgow und von 2009 bis 2023 als Professor für Religionswissenschaft und interkulturelle Theologie an der Universität Münster. Dort leitete er zugleich das Seminar für Religionswissenschaft und interkulturelle Theologie (englisch Centre for Religious Studies and Inter-faith Theology).

## Leben
Schmidt-Leukel wuchs in einem gemischt christlichen Elternhaus auf. Da es zum damaligen Zeitpunkt, der Heirat seiner Eltern, keine ökumenische Trauungen gab, musste seine Mutter, die evangelisch getauft war, vor der Eheschließung zum Glauben des Vaters konvertieren, weil die katholische Kirche die Eltern sonst nicht getraut hätte. Er wuchs im katholischen Glauben auf, verlor dann im Alter von dreizehn Jahren zunächst seinen Glauben und fand dann im Alter von achtzehn Jahren, durch Begegnungen mit evangelikal-pentekostalen Christen, wieder zum Christentum zurück.
Nach seinem Abitur 1973 schloss Schmidt-Leukel sein Studium 1982 mit dem Diplom in Katholischer Theologie an der Ludwig-Maximilians-Universität (LMU) in München ab. Dann erwarb er dort, im Februar 1984, seinen Magister Artium in Philosophie, um ebenfalls im Februar 1990 zum doctor theologiae promoviert zu werden.
Während seines Philosophiestudium entwickelte er ein starkes Interesse an buddhistischer Philosophie. Studienbegleitend praktizierte er spirituelle Übungen und Meditationen, die damals von einer Nonne angeleitet worden waren, die zur zweiten Generation christlicher Zen-Praktizierender zählte.
1996 habilitierte er sich an der LMU für die Fachbereiche Fundamentaltheologie, Ökumenische Theologie und Religionswissenschaft.
Vor seinem Ruf nach Münster lehrte Schmidt-Leukel an den Universitäten München, Innsbruck, Salzburg und Glasgow. Die Schwerpunkte seiner Arbeit liegen im Bereich der Fundamentaltheologie, der Theologie der Religionen, der pluralistischen Ansätze in den Religionen, der interreligiösen Beziehungen allgemein und des christlich-buddhistischen Dialogs im Besonderen. Seit 2001 ist Schmidt-Leukel Mitglied der Anglikanischen Kirche (Scottish Episcopal Church).
Perry Schmidt-Leukel ist ein Vertreter der pluralistischen Religionstheologie. Diese bestreitet, dass das Christentum die allen anderen überlegene Religion ist und geht davon aus, dass zumindest einige Religionen im Hinblick auf ihre Erkenntnis göttlicher Wirklichkeit und ihre heilsvermittelnde Kraft einander gleichwertig sind. Wegen dieser den christlichen Überlegenheitsanspruch relativierenden Ansicht verweigerte ihm der Münchner Erzbischof Friedrich Kardinal Wetter nach Abschluss seiner Habilitation die kirchliche Lehrerlaubnis (Nihil obstat). Somit konnte Schmidt-Leukel nicht Privatdozent werden und nicht mehr katholische Theologie lehren. 1999 erhielt er einen Ruf an die Universität Glasgow. Von 2000 bis 2009 lehrte er dort als Professor für Systematische Theologie und Religionswissenschaft auf dem neu gegründeten Chair of World Religions for Peace. 2009 folgte er dem Ruf an die Universität Münster auf den neu gegründeten Lehrstuhl für Religionswissenschaft und Interkulturelle Theologie an der Evangelisch-Theologischen Fakultät. Seit seiner Emeritierung Ende Juli 2023 arbeitet er als Seniorprofessor der Universität Münster.
Im Oktober 2015 hielt Schmidt-Leukel als erster Deutscher seit 25 Jahren die renommierten Gifford Lectures an der University of Glasgow. In seinen Vorlesungen zum Thema „Interreligious Theology: The Future Shape of Theology“ stellte er erstmals seine Überlegungen zu einer fraktalen Interpretation religiöser Vielfalt vor. Mit dieser Interpretation sei er „der universitären und kirchlichen Theologie der christlichen Konfessionen [...] weit voraus“, urteilte Norbert Copray. 2019 erschien ein von Alan Race und Paul Knitter herausgegebener Band („New Paths for Interreligious Theology: Perry Schmidt-Leukel's Fractal Interpretation of Religious Diversity“), in dem international renommierte Wissenschaftler aus der Perspektive verschiedener Religionen und Disziplinen Schmidt-Leukels These, dass sich in der religiösen Vielfalt fraktale Muster zeigen, diskutieren. Im Juli 2020 zeichnete die Catholic Press Association (CPA) das Werk mit dem „Book Award. 3rd Place“ in der Kategorie Ökumene/Interreligiöse Beziehungen aus.  Am 5. Februar 2020 verlieh die Universität Vechta Schmidt-Leukel den Höffmann-Wissenschaftspreis für Interkulturelle Kompetenz. Im Dezember 2020 erhielt sein Kommentar zum Bodhicarayāvatāra („Buddha Mind - Christ Mind“) von der Society for Buddhist-Christian Studies (USA) den Frederick Streng Award for Excellence in Buddhist-Christian Studies. In der im Auftrag des Templeton Religion Trust produzierten Filmreihe "At the Threshold. Theology on Film" wurde Schmidt-Leukel in der ersten Folge als einer von sechs internationalen Theologinnen und Theologen porträtiert.

## Lehre
Schmidt-Leukel entwickelte seine „Fraktale Theorie der Religionsvielfalt“ (englisch Fractal Interpretation of Religious Diversity) in Anlehnung an die „Fraktale Geometrie“ des Mathematikers Benoît Mandelbrot und mehreren religionswissenschaftlichen und theologischen Vordenkern, die die fraktalen Muster in ihren Untersuchungen herausarbeiteten, sie aber nicht an die Begrifflichkeit einer Theorie des Fraktalen anbanden. Seine These lautet, dass sich in der religiösen Vielfalt fraktale Ordnungsstrukturen oder Muster zeigen.
"Fraktale" bezeichnet Strukturen oder Objekte, bei denen das Gesamtobjekt seinen Bestandteilen ähnelt. Schmidt-Leukel führt hierzu das Sierpinski-Dreieck als ein paradigmatisches Beispiel an. Anders formuliert, die Regelmäßigkeiten einer Struktur oder eines Musters wiederholen sich in kleineren Teilen dieser Struktur. Fraktale Objekte werden allgemein über die Eigenschaften Selbstähnlichkeit, fraktale Dimension und Regularität oder Irregularität definiert.
Besonderes Gewicht fällt dabei der Selbstähnlichkeit bzw. Replikation des Musters über verschiedene Größenskalen hinweg zu ("scaling"). Nach Schmidt-Leukel bilden die für religiöse Vielfalt konstitutiven typologische Unterschiede ein fraktales Muster, insofern sie auf unterschiedlichen Ebenen religiöser Vielfalt in modifizierter Gestalt wiederkehren. Diese Einsicht ist nach Schmidt-Leukel für eine Interreligiöse Theologie bedeutsam, besonders dann, wenn sich die typologischen Unterschiede als komplementär erweisen lassen. „Die neue Theorie bietet eine Alternative zur verbreiteten Ansicht, dass Religionen unvereinbar und nicht vergleichbar seien.“
Fraktale Muster oder fraktale Strukturen sind insofern rekursiv, da sie sich auf drei Ebenen der religiösen Vielfalt wiederholten, und zwar auf:
- der Makro-Ebene interreligiöser Vielfalt,
- der Meso-Ebene intrareligiöser Vielfalt,
- der Mikro-Ebene intrasubjektiver Vielfalt.

Das heißt, die typologischen Unterschiede zwischen den Religionen auf der Makro-Ebene finden sich in veränderter Form und mit unterschiedlichen Schwerpunkten auch auf der Meso- und Mikro-Ebene religiöser Vielfalt wieder. Die Unterschiede zwischen den Religionen treten demnach variiert und in anderer Gestalt als Unterschiede innerhalb der Religionen auf und als unterschiedliche Formen von Religiosität, die ein religiöses Subjekt im Verlaufe seiner persönlichen Entwicklung durchschreitet oder auch in der Form hybrider, multireligiöser Identität. Die Replikation religiöser typologischer Unterschiede konstituiert somit fraktale Muster. Diese Arbeitshypothese wurde erstmals in den Gifford Lectures von Schmidt-Leukel vorgestellt („Wahrheit in Vielfalt. Vom religiösen Pluralismus zur interreligiösen Theologie“, 2019) sowie in der Publikation „New Paths for Interreligious Theology: Perry Schmidt-Leukel’s Fractal Interpretation of Religious Diversity“ (2019) aus unterschiedlichen disziplinären Perspektiven diskutiert.

„(...) Die heuristische Anwendung fraktaler Muster liegt auf dieser weiterführenden Linie, insofern sie eine Flexibilisierung und Ausdifferenzierung konkreter Vergleichskategorien befördert. Im Kontext des Religionsvergleichs entspricht dies der Einsicht, dass es sich bei Religionen nicht um statische und homogene Gebilde handelt. Eine fraktale Betrachtungsweise leitet vielmehr dazu an, die interne Vielgestaltigkeit und Hybridität der verglichenen Religionen in den Blick zu nehmen. Sie hilft, jene Aspekte mitzuberücksichtigen, die in der vergleichenden Beschreibung von Religionen leicht übersehen oder beiseitegelassen werden, weil sie nicht dem vorherrschenden Bild entsprechen. (...) dann leitet die fraktale Perspektive dazu an, im Religionsvergleich nach analogen Formen der Vielgestaltigkeit und Hybridität auch innerhalb der jeweils eigenen Tradition Ausschau zu halten (...)“

In seinem Buch "Das himmlische Geflecht. Buddhismus und Christentum - ein anderer Vergleich" (2022) vergleicht er Buddhismus und Christentum mithilfe einer fraktalen Analyse. Dabei konzentriert sich Schmidt-Leukel auf die Frage, inwieweit sich die für religiöse Vielfalt konstitutiven Unterschiede als komplementär deuten lassen. Denn eine solche Komplementarität würde darauf hindeuten, dass diese Muster deshalb entstehen, weil sie der Einseitigkeit einzelner typologischer Formen entgegensteuern und damit eine Entelechie zur Ganzheit bezeugen.

## Werke

### Bücher (Autor und Mitautor)
- Die Bedeutung des Todes für das menschliche Selbstverständnis im Pali-Buddhismus (= Kirche und Religionen – Begegnung und Dialog, Sonderband 2), St. Ottilien: EOS Verlag 1984, ISBN 3-88096-382-7.
- „Den Löwen brüllen hören“. Zur Hermeneutik eines christlichen Verständnisses der buddhistischen Heilsbotschaft. Paderborn 1992, ISBN 978-3-506-70773-4. (zugleich Hochschulschrift, Diss.)
- mit Heinrich Döring, Armin Kreiner: Den Glauben denken. Neue Wege der Fundamentaltheologie. Herder, Freiburg i.Br. 1993, ISBN 978-3-451-02147-3
- Theologie der Religionen. Probleme, Optionen, Argumente. Neuried 1997, ISBN 978-3-89391-451-7. (zugleich Hochschulschrift, Habil.)
- Grundkurs Fundamentaltheologie. Eine Einführung in die Grundfragen des christlichen Glaubens Don Bosco Verlag, München 1999, ISBN 3-7698-1146-1.
- mit Sami Nair, Andrea Riccardi: Espiritualidad y religión. Circulo de Lectores, Barcelona 2003, ISBN 84-226-9674-6
- Gott ohne Grenzen. Eine christliche und pluralistische Theologie der Religionen. Gütersloher Verlagshaus, Gütersloh 2005, ISBN 3-579-05219-5.
- Understanding Buddhism. Dunedin Academic Press, Edinburgh 2006, ISBN 978-1-903765-18-0.
- mit Joachim Chwaszcza, Karl-Dieter Fuchsberger: Götterdämmerung im Himalaya. Dem Fremden begegnen. München 2006, ISBN 978-3-9809862-3-6.
- Transformation by Integration. How inter-faith encounter changes Christianity. SCM Press, London 2009, ISBN 978-0-334-04317-1.
- Religious Pluralism and Interreligious Theology. The Gifford Lectures – An Extended Edition. Orbis, Maryknoll 2017, ISBN 978-1-62698-230-7.
- Buddhismus verstehen. Geschichte und Ideenwelt einer ungewöhnlichen Religion Gütersloher Verlagshaus, Gütersloh 2017, ISBN 978-3-579-08532-6.
- God Beyond Boundaries. A Christian and Pluralist Theology of Religions.  Waxmann, Münster/New York 2017, ISBN 978-3-8309-3739-5.
- Tōng guò zhěng hé zoǔ xiàng zhuǎn huà. (englisch Transformation by Integration. How inter-faith encounter changes Christianity), Religious Culture Publishing House, Beijing 2017, ISBN 978-7-5188-0468-9.
- Wahrheit in Vielfalt. Vom religiösen Pluralismus zur interreligiösen Theologie. Gütersloher Verlagshaus, Gütersloh 2019, ISBN 978-3-579-08249-3.
- Buddha Mind – Christ Mind. A Christian Commentary on the Bodhicarayāvatāra. Peeters, Leuven 2019, ISBN 978-90-429-3848-9.
- 一花一世界:分形理论视角下的佛耶对话 To See a World in a Flower: A Fractal Interpretation of the Relation between Buddhism and Christianity. (bilingual edition: English/Chinese). Zong jiao wen hua chu ban she (Religious Culture Publishing House), Beijing 2020, ISBN 978-7-5188-0791-8.
- Das himmlische Geflecht. Buddhismus und Christentum - ein anderer Vergleich. Gütersloher Verlagshaus, Gütersloh 2022, ISBN 978-3-579-07183-1.
- The Celestial Web. Buddhism and Christianity. A Different Comparison. Orbis Books, Maryknoll, New York 2024, ISBN 978-1-62698-593-3.

### Bücher (Herausgeber)
- mit Armin Kreiner: Religiöse Erfahrung und theologische Reflexion (= FS Heinrich Döring), Paderborn 1993.
- Berechtigte Hoffnung. Über die Möglichkeit, vernünftig und zugleich Christ zu sein, Paderborn 1995.
- Die Idee der Reinkarnation in Ost und West, München 1996.
- Peter Vardy: Das Gottesrätsel. Antworten auf die Frage nach Gott, übersetzt von Clemens Wilhelm, bearbeitet von Perry Schmidt-Leukel, München 1997, (The puzzle of God, dt.), ISBN 3-7698-1057-0.
- Wer ist Buddha? Eine Gestalt und ihre Bedeutung für die Menschheit (= Schriftenreihe der Gesellschaft für Europäisch-Asiatische Kulturbeziehungen (GEAK). Philosophie und Religion), München 1998, ISBN 3-424-01418-4.
- Peter Vardy: Das Rätsel von Übel und Leid, übersetzt von Clemens Wilhelm, bearbeitet von Perry Schmidt-Leukel, München 1998, (The puzzle of evil), ISBN 3-7698-1088-0.
- Die Religionen und das Essen (= Diederichs gelbe Reihe, Band 163), Kreuzlingen, München 2000, ISBN 3-7205-2115-X.
  - Las religiones y la comida, übersetzt von Lluís Miralles de Imperial Llobet, Barcelona 2002, ISBN 84-344-1236-5.
- mit Thomas Josef Götz, Gerhard Köberlin: Buddhist Perceptions of Jesus. Papers of the third conference of the European Network of Buddhist-Christian Studies, , St. Ottilien 2001, ISBN 3-8306-7069-9.
- War and Peace in World Religions, London 2004.
- Buddhism and Christianity in Dialogue, London 2005.
- mit Reinhold Bernhardt: Kriterien interreligiöser Urteilsbildung, Zürich 2005.
- Buddhism, Christianity and the Question of Creation, Aldershot 2006. Ppb. edition: London – New York: Routledge 2016. ISBN 978-1-138-26494-6.
- mit Lloyd Ridgeon: Islam and Inter-Faith Relations, London 2007.
- mit Reinhold Bernhardt: Multiple religiöse Identität, Zürich 2008.
- Buddhist Attitudes to Other Religions, St. Ottilien 2008, ISBN 978-3-8306-7351-4.
- Buddhism and Religious Diversity, 4 vols., New York 2013.
- mit Reinhold Bernhardt: Interreligiöse Theologie: Chancen und Probleme. Zürich 2013.
- mit Joachim Gentz: Religious Diversity in Chinese Thought. New York – Basingstoke 2013.
- mit Andreas Nehring: Interreligious Comparisons in Religious Studies and Theology. Comparison Revisited. London – New York: Bloomsbury Academic 2016. ISBN 978-1-4742-8513-1.
- mit Hans-Peter Grosshans und Samuel Ngun Ling: Buddhist and Christian Attitudes to Religious Diversity. Yangon: Ling's Family Publications 2017. ISBN 978-99971-0-269-0.
- Buddhist-Christian Relations in Asia. St. Ottilien: EOS-Editions 2017. ISBN 978-3-8306-7851-9.
- mit Elizabeth J. Harris: A Visionary Approach. Lynn A. de Silva and the Prospects for Buddhist-Christian Encounter. St. Ottilien: EOS-Editions 2021. ISBN 978-3-8306-8081-9.
- mit Hans-Peter Großhans, Madlen Krüger: Ethnic and Religious Diversity in Myanmar. Contested Identities.  London - New York: Bloomsbury Academic 2022. ISBN 978-1-350-18740-5.

## Interviews
- Interreligiöse Theologie – Perry Schmidt-Leukel. 3. November 2017, auf youtube Filmbeitrag zu „Interreligiöse Theologie“ am Exzellenzcluster „Religion und Politik“ der Universität Münster
- Ein Interview mit Perry Schmidt-Leukel (Exzellenzcluster „Politik und Religion“ der Universität Münster): Himmel, Hölle oder das große Nichts? 1. April 2021, auf domradio.de
- At the Threshold: The Radiance / Perry Schmidt-Leukel: https://www.youtube.com/watch?v=ydZv3wb_UZM